# Dolića Draga
Dolića Draga falu Horvátországban Split-Dalmácia megyében. Közigazgatásilag Lokvičićihez tartozik.

## Fekvése
Splittől légvonalban 51, közúton 70 km-re keletre, Makarskától légvonalban 21, közúton 39 km-re északra, községközpontjától 3 km-re északnyugatra, a Dalmát Zagora területén, Imotska krajina nyugati részén a Biokovo- és a Zavelim-hegység közötti dombos, legelőkkel borított  területen fekszik. Településrészei Dolića Draga Donja és Dolića Draga Gornja.

## Története
A térség első ismert népe az illírek voltak. Róluk mesélnek az ókorból fennmaradt halomsírok és várak maradványai, melyek közül a településtől délkeletre, a Knezovica- és a Mamica-tó közötti magaslaton található Lokvičića ókori várának maradványa. A közelben haladt át Salonából Imotskin keresztül Narona irányába vezető római út. A horvátok ősei a 7. században vándoroltak be, de a település keletkezéséről nincs pontos adat. Területe a 15. század második felétől 1717-ig török uralom alatt állt. Ezután a Velencei Köztársaság fennhatósága alá tartozott. A felszabadítás után a proložaci plébánia területéhez csatolták, melynek szolgálatát a makarskai ferencesek látták el. 1779-ben megalapították az önálló lokvičići plébániát, melynek Dolića Draga is a része lett. A településnek 1880-ban 166, 1910-ben 169 lakosa volt. 1918-ban az új szerb-horvát-szlovén állam, majd később Jugoszlávia része lett. A háború után a szocialista Jugoszláviához került. A lakosság elvándorlása az 1970-es évektől vette kezdetét. 1991 óta a független Horvátországhoz tartozik. 1997-ben megalakult az önálló Lokvičića község. Az 1990-es évek óta lakossága rohamosan csökkent. 2011-ben a településnek 367 lakosa volt.

## Lakosság
| Lakosság változása | Lakosság változása | Lakosság változása | Lakosság változása | Lakosság változása | Lakosság változása | Lakosság változása | Lakosság változása | Lakosság változása | Lakosság változása | Lakosság változása | Lakosság változása | Lakosság változása | Lakosság változása | Lakosság változása | Lakosság változása |
| ------------------ | ------------------ | ------------------ | ------------------ | ------------------ | ------------------ | ------------------ | ------------------ | ------------------ | ------------------ | ------------------ | ------------------ | ------------------ | ------------------ | ------------------ | ------------------ |
| 1857               | 1869               | 1880               | 1890               | 1900               | 1910               | 1921               | 1931               | 1948               | 1953               | 1961               | 1971               | 1981               | 1991               | 2001               | 2011               |
| 0                  | 0                  | 166                | 198                | 215                | 169                | 0                  | 937                | 209                | 0                  | 0                  | 1.087              | 829                | 637                | 455                | 367                |

(1857-ben, 1869-ben, 1921-ben, 1953-ban és 1961-ben lakosságát Lokvičićihez számították.)